# Васильев, Степан Васильевич (генерал)
Степа́н Васи́льевич Васи́льев (22 декабря 1903, Богуново, Тверская губерния — 26 февраля 1963, Воронеж) — советский военачальник, генерал-майор артиллерии (19 января 1943), генерал-лейтенант артиллерии (18 ноября 1944). Участник конфликта на Китайско-Восточной железной дороге в 1929 году, Хасанских боёв в 1938 году, Великой Отечественной войны.

## Биография
Васильев Степан Васильевич родился 22 декабря 1903 в деревне Богунове, Новоторжского уезда, Тверской губернии. В 1922 году был призван Рабоче-крестьянскую Красную армию.
Участвовал в конфликте на Китайско-Восточной железной дороге в 1929 году и в Хасанских боях в 1938 году.
В период с 10 ноября 1941 года по 23 января 1942 год являлся командиром 13-го гвардейского миномётного полка Западного фронта. Васильев участвовал в боях под Москвой. В период с марта по август 1942 являлся начальником оперативной группы гвардейских миномётных частей 1-й армии Калининского фронта. В дальнейшем с 15 января 1943 по 25 марта 1944 года являлся начальником оперативной группы гвардейских миномётных частей Ленинградского фронта. С 25 апреля 1944 по 1945 год занимал должность командира Гвардейской Оперативной Миномётной группы Ленинградского фронта. В 1945 году занимал должность заместителя командующего гвардейскими минометными частями 4-го Украинского фронта.
19 января 1943 году ему было присвоено звание генерал-майор артиллерии. 18 ноября 1944 Васильеву Степану Васильевичу присвоено звание генерал-лейтенант артиллерии. Умер 26 февраля 1963 года. Похоронен на Коминтерновском историко-мемориальном кладбище Воронежа.

## Награды
- два ордена Ленина (21.02.1945; 06.11.1947);
- пять орденов Красного Знамени (22.12.1941; 25.03.1944; 05.10.1944: 03.11.1944; 20.04.1953);
- орден Суворова II степени (22.06.1944);
- орден Кутузова II степени (21.02.1944);
- орден Отечественной войны I степени (27.05.1945);
- медаль «XX лет Рабоче-Крестьянской Красной Армии» (22.02.1938);
- медаль «За победу над Германией в Великой Отечественной войне 1941—1945 гг.» (09.05.1945);
- медаль «За оборону Ленинграда» (22.12.1942);
- медаль «За оборону Москвы» (01.05.1944).